# Hemipeplus bolivianus
Hemipeplus bolivianus es una especie de coleóptero de la familia Mycteridae.

## Distribución geográfica
Habita en Bolivia, Brasil y Perú.